# Erebia aethiopella
Erebia aethiopella är en fjärilsart som beskrevs av Otto Staudinger 1897. Erebia aethiopella ingår i släktet Erebia och familjen praktfjärilar. Inga underarter finns listade i Catalogue of Life.